# The Black Stripes（黒縞屋）
The Black Stripes(黒縞屋)は日本の音楽ユニット。2007年7月にメタバースの一つであるセカンドライフにて結成。以降セカンドライフ内で楽曲発表、ライブ活動を続けている。
現在は、メタバースを超えて、現実社会でもサブスク配信も行っている。

## メンバー
- Koja Writer（ボーカル ギター ベース 三味線)
- minineko Writer （ドラムス）

## 過去に在籍したメンバー
- electrolab Kayo （ベース）

## 概要
実体はリーダーKoja Writerが一人で楽曲・音源制作を行っているバーチャルバンドである。

バンド名はKoja WriterがリスペクトするThe White Stripesが即興性の高い肉感的なライブを行うのとは対照的に、DAWで作成された音源を使用して偶発性の少ないライブしか行えないことから自虐的に命名された。黒縞屋という愛称についてはライブ中のオーディエンスからのチャットによる掛け声「よっ！黒縞屋」から定着したが、2008年頃から正式名称に近い表記となっている。

- 2007年
  - 7月、Koja Writerとminineko Writerにより結成。
  - 8月、electrolab Kayoが加入。
  - 9月、セカンドライフ内雑誌「Life in Alive (LiA)」創刊記念イベント出演。セカンドライフ内の認知が一気に広がる。
- 2008年
  - 1月、『Electrogram 1.0』にトップバッターとして登場。以降、数多くのライブやイベントに出演。
- 2009年
  - 8月、活動休止。
- 2011年
  - 4月、チャリティー・イベント「 HELP JAPAN IN SL 」で一夜限りのライブ活動復活。
- 2012年
  - 8月、本格的に活動を再開。「2012セカフェス-秋の音楽祭」等、数多くのライブやイベントに出演。
- 2013年
  - 「VWBC市民放送局5周年記念イベント」等、数多くのライブやイベントに出演。
- 2017年
  - electrolab Kayoが脱退。以後、ゲストメンバーをステージに招き入れて活動。
- 2020年
  - 活動を総括するアルバム「Life in Alive 2020」を配信リリース。[2]

## ディスコグラフィー

### アルバム
- 「Enemy of the world」(2007)
- 「Life in Alive」(2009)
- 「Edomae」(2014)
- 「Life in Alive 2020」(2020)